# Danijel Đorđić
Danijel Đorđić (19 luglio 1995) è un giocatore di football americano serbo, che gioca nel ruolo di wide receiver per i Belgrade Blue Dragons e già membro della nazionale serba di football americano tra il 2021 e il 2022..
Dal 2023 è tesserato con i Belgrade Blue Dragons nel campionato serbo.